# Aerobryopsis
Aerobryopsis là một chi rêu trong họ Meteoriaceae.